# Un sueño de la razón
Un sueño de la razón es una obra de teatro de Cipriano Rivas Cherif estrenada en Madrid por el grupo de teatro El Caracol en 1929. 
Es la primera obra teatral española que trata el lesbianismo.

## Argumento
Blanca contrata a Maximino, el último descendiente de una familia noble arruinada, bailarín de vocación, para que le haga de modelo. Livia, una viuda millonaria compañera de Blanca, «compra» al príncipe Maximino, para casarlo con Blanca. El príncipe tiene fama de «invertido» entre sus súbditos desde que apareció vestido de mujer en un baile de la corte.
Después del matrimonio, Maximino intenta, abusando de su posición patriarcal, enamorar a Blanca, en lo que fracasa. Intentará incluso conseguirlo a través de un hijo, pero Livia le informará que Blanca es estéril. Entre Blanca, Livia y Maximino se forma una red de celos e intrigas, en los que Maximino tratará de separar a las dos mujeres, tratando de seducir alternativamente a ambas. Lo único que consigue es dejar embarazada a Livia.
Livia finalmente le revela que todo ha sido una estratagema de las dos mujeres para conseguir tener un hijo, usándolo de «donante de esperma». Tras el nacimiento del niño, el príncipe se da cuenta de que está de más y se suicida, mientras las mujeres lo contemplan desde la ventana.

## Análisis
El texto se enmarca dentro de un renacimiento del teatro español a finales de la década de 1920, abriéndose a la experimentación y las vanguardias. Tanto en la puesta en escena como los textos, por lo menos dentro de las élites, se discutían en las tertulias y estaban abiertas a influencias externas. La obra fue bien recibida por la crítica, que alabó la valentía del autor al tratar un tema difícil, además de la interpretación y la puesta en escena.
Fue estrenada en 1929 por el grupo de teatro El Caracol, dirigido por el mismo Rivas Cherif, cuñado de Manuel Azaña y gran amigo de Lorca. La obra presentaba influencias de Gordon Craig, como la ausencia de acotaciones en el texto y el uso de palabras procedentes de la música para indicar el tono de la escena, de Lenormand y de Goya, que no solo se revelan en el título, sino que también se pueden ver en el tratamiento de la aspereza humana. El estilo del diálogo toma técnicas del surrealismo y del absurdo, que introduce mentiras y contradicciones que despistan al espectador.
La obra no solo es la primera del teatro español en tratar el lesbianismo, sino que incluso resulta extraordinaria vista desde un punto de vista internacional. Las lesbianas no son representadas a través del modelo patológico en boga en Europa, no son descritas ni como «invertidas», ni como marimachos, ni como degeneradas. La obra incluso se ríe sutilmente de ese tratamiento, distanciándose irónicamente del punto de vista melodramático habitual en la época. Se llega al extremo de presentar a Livia y Blanca desnudas en la escena culminante, en la que deciden deshacerse del príncipe, presentando la componente sexual del lesbianismo, algo muy inusual. Sin embargo, el lesbianismo también se representa como la negación del hombre, como una especie de amenaza, que juega con el tópico de la «lesbiana perversa». Durante la época del estreno de la obra, García Lorca estaba ensayando con el grupo El Caracol la tragicomedia Amor de don Perlimplín con Belisa en su jardín. Ian Gibson señala que es posible que esta obra animara a García Lorca para realizar El público, una obra en la que trataba la homosexualidad.